# 구멍의 둘레
《구멍의 둘레》는 정우숙 작품이다. 삶이 강요하는 함정의 둘레를 서성이면서 괴로워하는 인생들의 초상을 통해 진정한 고통의 의미를 생각게 하는 극이다. "지옥이 이승보다 더 괴로울까?" 극중의 한 등장인물이 내뱉는 이 대사가 암시하듯, 이 청년여류작가의 절망 또한 두 선배작가 못지 않게 깊다. 기혼여성인 서명인이 주인공으로, 집에서는 병든 시부모를 헌신적으로 모시고 무능하고 무책임한 남편에 순종하며 자식을 끔찍이도 사랑한다. 남자를 무차별하게 정죄하는 초보적 여성주의를 드러내기 쉬운 설정이지만 작가는 보다 근본적인 데에 관심을 두고 있다. 다시말해 그녀의 가정생활보다는 그녀가 맹인 현수에게 책을 읽어주는 아르바이트를 하면서 두 사람이 변화하는 과정에 보다 큰 비중을 두고 있다. 흥미롭게도 가정에서는 전통적인 현모양처의 역할에 충실한 그녀가 직장에서는 해방된 강인한 여성으로 돌변하여, 위선적으로 예수의 고통을 흉내내는 현수로 하여금 끝내 진실을 직시하게 하는 능동적인 역할을 한다. 그러나 극의 결말은 설사 진실을 마주본다 할지라도 어둠과 고통과 두려움에 둘러싸인 인생의 실존상황은 달라지지 않음을 보여준다. 인생의 부조리를 관찰하는 작가의 시선이 매우 차갑게 느껴지는 작품이다.